# Jorge Jesus
Jorge Fernando Pinheiro de Jesus (Amadora, 24 juli 1954) is een Portugees voetbaltrainer en voormalig voetballer.

## Spelerscarrière
Jesus speelde in de jeugd van Estrela Amadora toen hij in 1971 de overstap maakte naar Sporting, de club waar zijn vader Jesus Virgolino in de jaren '40 had gespeeld.
Jesus was een middenvelder die achtereenvolgens werd uitgeleend aan GD Peniche en Olhanense alvorens zijn debuut te maken in het eerste elftal van Sporting. In 1976 liet de club hem vertrekken naar Belenenses. Nadien speelde hij nog voor bescheiden clubs als Riopele, Juventude Évora en União Leiria. Van 1980 tot 1983 verdedigde hij drie seizoenen lang de kleuren van Vitória Setúbal, hoewel hij er nooit een vaste waarde werd. Na korte periodes bij Farense, opnieuw Estrela Amadora en Benfica Castelo Branco, sloot hij in 1989 zijn spelerscarrière af bij Almancilense.

## Trainerscarrière

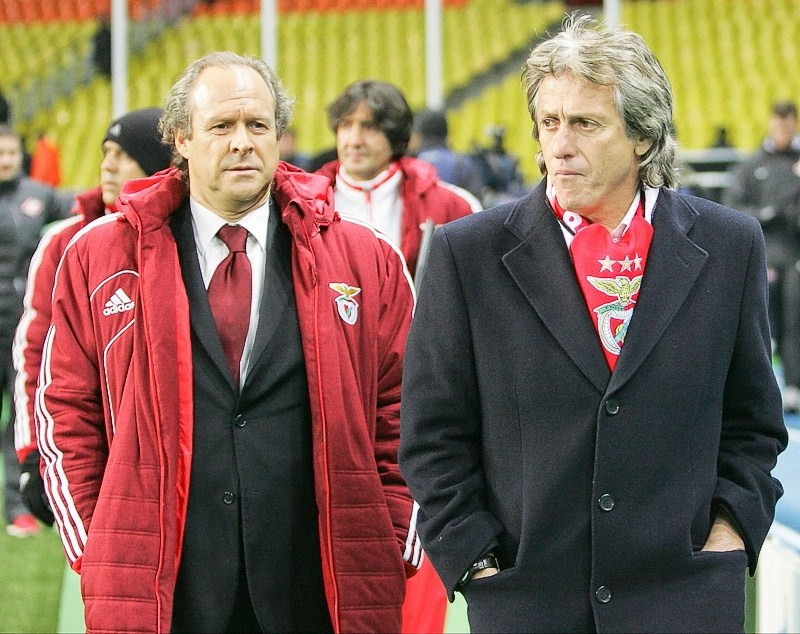
Jorge Jesus (rechts) en António Carraça, technisch directeur van Benfica.

Meteen na het beëindigen van zijn spelerscarrière ging Jorge Jesus als trainer aan de slag bij Amora, een club uit de lagere divisies. In 1992 werd hij met Amora kampioen in de Segunda Divisão. Na vier jaar volgde hij Rodolfo Reis, gewezen speler van Porto, op bij Felgueiras. In 1995 promoveerde de club voor een seizoen naar de Primeira Divisão.
Na een korte tussenstop bij União Madeira keerde Jesus in 1998 terug naar zijn ex-club Estrela Amadora. Onder zijn leiding eindigde de club twee keer op rij op de achtste plaats. Nadien ruilde hij Estrela Amadora in voor een andere ex-club: Vitória Setúbal. Na twee jaar keerde de gewezen middenvelder terug naar zijn vorige werkgever.
In het seizoen 2003/04 trainde hij Vitória Guimarães, dat onder zijn leiding net aan de degradatie wist te ontsnappen. Zijn team haalde twee punten meer dan degradant Alverca.
Na een onsuccesvolle periode bij Moreirense in 2005 werd Jesus opnieuw trainer van twee vroegere werkgevers. Eerst ging hij aan de slag bij União Leiria, nadien keerde hij terug naar Belenenses. Met die laatste club eindigde hij in 2007 op de vijfde plaats - goed voor deelname aan de UEFA Cup - en bereikte hij de finale van de Taça da Liga. In de finale verloor Belenenses met het kleinste verschil van Sporting.
Op 20 mei 2008 werd de net geen 54-jarige Jesus aangesteld als nieuwe trainer van Braga. Hij loodste het team naar een vijfde plaats in de competitie, won de UEFA Intertoto Cup en plaatste zich voor de achtste finale van de UEFA Cup, waarin het werd uitgeschakeld door Paris Saint-Germain.
Jesus' uitstekende prestatie bij Braga leverde hem in juni 2009 een nieuwe werkgever op. Hij volgde Quique Flores op als trainer van Benfica en veroverde met de Portugese topclub meteen de landstitel. Dat jaar veroverde SL Benfica ook de Taça da Liga en bereikte het de kwartfinale van de UEFA Europa League.
Op 15 maart 2013 speelde SL Benfica in de UEFA Europa League tegen Girondins de Bordeaux zijn tweehonderdste wedstrijd onder Jesus. Hij trad daarmee in de voetsporen van János Biri, Otto Glória, Sven-Göran Eriksson, Toni en John Mortimore. Onder Jesus' leiding bereikte bereikte Benfica zowel de UEFA Europa League-finale van 2012/13 als die 2013/14. De Portugezen verloren beide keren. De eerste keer maakte Chelsea in blessuretijd het winnende doelpunt en een jaar later won Sevilla na verlenging en strafschoppen.
Na zes jaar en drie landskampioenschappen met Benfica, stapte Jesus in juni 2015 over naar concurrent Sporting. In zijn drie seizoenen bij de club won Jesus eenmaal de Taça da Liga en eenmaal de Supertaça Cândido de Oliveira.
In juni 2018 vertrok Jesus als hoofdtrainer naar Al-Hilal. Op 17 augustus 2018 debuteerde Jesus als hoofdtrainer in de wedstrijd om de Saoedische Supercup, dat gehouden werd in Londen. Deze wedstrijd werd met 2–1 gewonnen van Al-Ittihad. Hoewel hij een record had van zestien overwinningen en slechts een nederlaag in twintig wedstrijden, werd hij op 26 januari 2019 door de voorzitter ontslagen na onenigheid over contractonderhandelingen.
Op 1 juni 2019 werd Jesus aangesteld als hoofdtrainer van Flamengo. Zijn eerste prijs met Flamengo was direct de grootste prijs in zijn trainersloopbaan, de CONMEBOL Libertadores. In een bloedstollende finale werd River Plate na een laat doelpunt in reguliere speeltijd met 2–1 verslagen. Kort na winst van de belangrijkste Zuid-Amerikaanse clubprijs won Jesus met zijn ploeg de Campeonato Brasileiro Série A. Later werden de Supercopa do Brasil, de CONMEBOL Recopa en het staatskampioenschap van Rio de Janeiro nog gewonnen. Tijdens het FIFA WK voor clubs bereikte Flamengo de finale, maar verloor hierin na verlenging met 1–0 van UEFA Champions League-winnaar Liverpool. Na vijf gewonnen prijzen vertrok Jesus op 17 juli 2020 als hoofdtrainer van Flamengo.
Op 3 augustus 2020 werd Jesus voor twee seizoenen aangesteld als hoofdtrainer van Benfica, de club waar hij eerder al zes jaar hoofdtrainer was. Op 28 december 2021 werd Jesus door Benfica ontslagen, nadat hij ruzie had gekregen met aanvoerder Pizzi en Jesus hem uit de selectie had gezet.

## Erelijst
| Competitie                    |        |                                             |       |       |
| Competitie                    | Aantal | Jaren                                       |       |       |
| Braga                         | Braga  | Braga                                       | Braga | Braga |
| ----------------------------- | ------ | ------------------------------------------- | ----- | ----- |
| UEFA Intertoto Cup            | 1x     | 2008                                        |       |       |
| Benfica                       |        |                                             |       |       |
| Primeira Liga                 | 3x     | 2009/10, 2013/14, 2014/15                   |       |       |
| Taça de Portugal              | 1x     | 2013/14                                     |       |       |
| Taça da Liga                  | 5x     | 2009/10, 2010/11, 2011/12, 2013/14, 2014/15 |       |       |
| Supertaça Cândido de Oliveira | 1x     | 2014                                        |       |       |
| Sporting                      |        |                                             |       |       |
| Taça da Liga                  | 1x     | 2017/18                                     |       |       |
| Supertaça Cândido de Oliveira | 1x     | 2015                                        |       |       |
| Al-Hilal                      |        |                                             |       |       |
| Saudi Super Cup               | 1x     | 2018                                        |       |       |
| Flamengo                      |        |                                             |       |       |
| Continentaal                  |        |                                             |       |       |
| CONMEBOL Libertadores         | 1x     | 2019                                        |       |       |
| CONMEBOL Recopa               | 1x     | 2020                                        |       |       |
| Nationaal                     |        |                                             |       |       |
| Campeonato Brasileiro Série A | 1x     | 2019                                        |       |       |
| Supercopa do Brasil           | 1x     | 2020                                        |       |       |
| Campeonato Carioca            | 1x     | 2020                                        |       |       |
| Fenerbahçe                    |        |                                             |       |       |
| Türkiye Kupası                | 1x     | 2022/23                                     |       |       |

Individueel
| Portugal                                        |    |                           |
| Prémios da LPFP – Beste Trainer Primeira Liga   | 3x | 2009/10, 2013/14, 2014/15 |
| Galardão Cosme Damião – Trainer van het Jaar    | 1x | 2014                      |
| Globos de Ouro – Portugees Trainer van het Jaar | 2x | 2015, 2016                |
| Saoedi-Arabië                                   |    |                           |
| Saudi Professional League Trainer van de Maand  | 1x | September 2018            |
| Brazilië                                        |    |                           |
| Bola de Prata – Beste Trainer                   | 1x | 2019                      |
| Prêmio Craque do Brasileirão – Beste Trainer    | 1x | 2019                      |

| Portugal                                         |    |      |
| Commandeur in de Orde van de Infant Dom Henrique | 1x | 2019 |